# Marjun Syderbø Kjelnæs
Marjun Syderbø Kjelnæs, född 1974, uppvuxen i Torshamn, är en färöisk författare och sjuksköterska.

## Priser och utmärkelser
- 2001 Listastevna Føroya, konstfestival, fick 2:a pris
- 2002 Listastevna Føroya, vann 1:a pris
- 2004 Stipendium från den färöiska fonden Grunnur Thorvalds Poulsen av Steinum
- 2008 Torshamns byråds barnkulturpris (Barnamentanarheiðursløn Tórshavnar býráðs)
- 2008 Vunnit ett pris i en tävling om att skriva färöiska noveller för ungdomar
- 2009 Tilldelades treårigt arbetsstipendium från Mentanargrunnur Landsins (Färöiska kulturfonden, som inrättades genom den färöiska kulturministeriet)
- 2011 White Raven priset från Deutsche Jugendbibliothek för boken Skriva í sandin
- 2011 Nordisk barnbokspris från Nordiska skolbibliotekarieföreningen för boken Skriva í sandin[12]
- 2012 Nominerades till Västnordiska rådets barn- och ungdomslitteraturpris för boken Skriva í sandin
- 2013 Nominerades till Nordiska rådets pris för barn- och ungdomslitteratur för boken Skriva í sandin[13]